# 渤海新区站
渤海新区站位于河北省沧州市渤海新区黄骅市新村回族乡狼坨村、鱼钩村北侧，为石衡沧港城际铁路的终点站，车站为2台4线形式，正线临靠站台，到发线有效长度325米，站内设岛式站台2座。